# Tounjčica
Tounjčica är ett vattendrag i Kroatien. Det ligger i den centrala delen av landet, 80 km sydväst om huvudstaden Zagreb.